# سیارک ۱۱۳۵۰
سیارک ۱۱۳۵۰ (به انگلیسی: 11350 Teresa، نامگذاری:1997QN4) یازده هزار و سیصد و پنجاهمین سیارک کشف شده‌است که در ۲۹ اوت ۱۹۹۷ کشف شد.
قدر مطلق سیارک برابر ۱۳٫۲۰ است.